# Festuca nemorosa
Festuca nemorosa là một loài thực vật có hoa trong họ Hòa thảo. Loài này được (Poll.) Dalla Torre & Sarnth. mô tả khoa học đầu tiên năm 1906.